# Tagetes patula

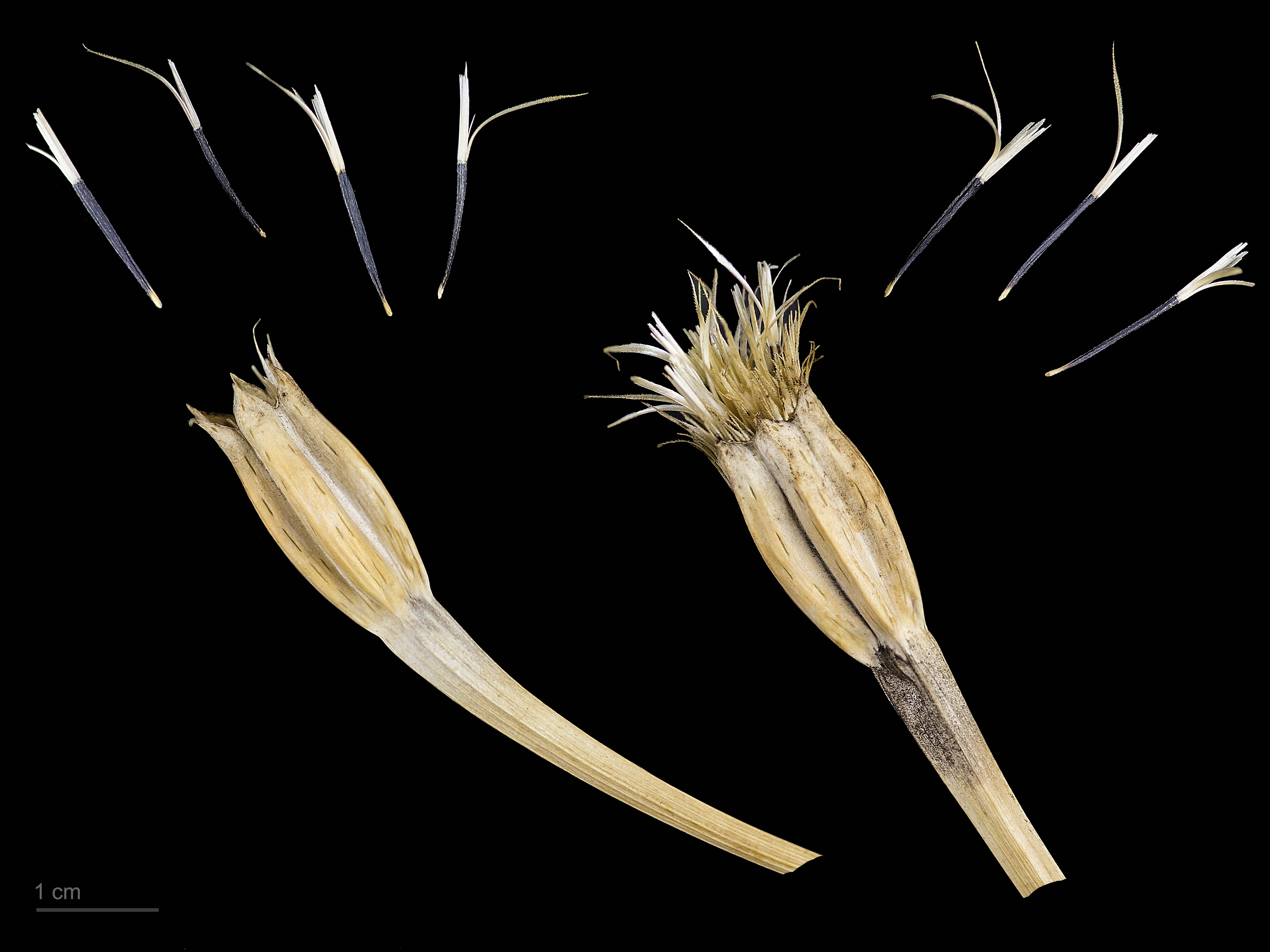
Tagetes patula

Tagetes patula, llamada comúnmente cempoalxóchitl (Nombre compartido con Tagetes_erecta),  clavel de moro, damasquina o flor copete, es una de las especies del género Tagetes nativa del continente americano y de distribución cosmopolita. 

## Descripción
Es una planta anual. Crece entre 30 y 50 cm de altura. El follaje, de color verde oscuro tiene hojas profundamente foliadas. Las flores son hermafroditas (con órganos masculinos y femeninos) y son polinizadas por los insectos, especialmente los sírfidos. 

Dependiendo del clima puede florecer entre mediados de verano y mediados de otoño.

## Distribución y hábitat
Es nativa de la América tropical desde México y Nicaragua hasta Bolivia.
Puede crecer tanto en suelos arenosos como arcillosos siempre y cuando tengan buen drenaje. Requiere crecer a la luz del sol. Resiste bien el frío hasta -1° C; a partir de ahí es sensible a las heladas y no se desarrolla a la sombra. En Bolivia crece hasta los 3.700 m s. n. m. de altitud.

## Usos
Se cultiva en Europa y Estados Unidos por sus flores, fragancia y propiedades medicinales.

### Como tintura
Las flores son ornamentales y además de ellas se extrae un tinte para textiles.

### Como fragancia
Toda la planta es cosechada en flor y se destila para extraer aceite esencial. Éste es usado en perfumería; mezclado con aceite de sándalo produce el perfume attar genda. Se obtienen 35 kg de aceite por ha cosechada (unos 2.500 kg de flores y 25.000 kg de hierbas).[cita requerida]

### Como medicina
El aceite se está investigando por sus efectos antimicóticos, para el tratamiento de la candidiasis y para atacar las infecciones de hongos en las plantas.
Tradicionalmente la infusión de las hojas se ha usado para aliviar la tos y su decocción como antiinflamatorio y desinfectante. A los tallos y hojas molidos se les atribuyen propiedades cicatrizantes y su decocción se usa como purgante. La decocción de la raíz mezclada con la de Colignonia weberbaueri se considera un anticonceptivo.

### Ritual
Considerada como fragancia de culto por algunas culturas y liturgias y como planta de sanación y limpieza espiritual por algunas creencias, se consume en determinados rituales. También se usa como símbolo del amanecer.

Asimismo, se usa en las celebraciones de Día de muertos en México, junto con la Cempasúchil (Tagetes_erecta) y la flor de cinco llagas (Tagetes_lunulata).[cita requerida]

### Plaguicida
La raíz contiene tiofenos, tales como α-tertienilo y 5-(3-buten-1-inil)-2,2'-bitienilo (BBT) que presentan un efecto inhibidor sobre los nematodos y aléurodos y de la invasión ciertas malezas, por ejemplo de las plantas de géneros Elytrigia, Cynodon, Calystegia y Convolvulus. Actúa como repelente de los áfidos y hormigas. Por estas propiedades se siembra asociado a otros cultivos y además puede usarse como biofumigante.

## Taxonomía
Tagetes patula fue descrito por Carlos Linneo y publicado en Species Plantarum 2: 887. 1753
Sinonimia
Tagetes corymbosa  Sweet 

Tagetes lunulata Ortega

Tagetes remotiflora Kunze

Tagetes signata Bartl.

Tagetes tenuifolia Millsp.